# Gauner mit weißer Weste
Gauner mit weißer Weste (Originaltitel: Stop, Your’re Killing Me) ist eine US-amerikanische Krimikomödie aus dem Jahr 1952 von Roy Del Ruth mit Broderick Crawford und Claire Trevor in den Hauptrollen. Der Film wurde von Warner Bros. produziert und basiert auf dem Theaterstück A Slight Case of Murder von Damon Runyon und Howard Lindsay. Er ist ein Remake des von Warner 1938 produzierten Films Vier Leichen auf Abwegen von Lloyd Bacon.

## Handlung
In New York City beschließt der Schwarzhändler Remy Marko nach der Aufhebung der Prohibition, ermutigt von seiner Frau Nora, sein Bier nunmehr legal zu verkaufen, doch leider will niemand sein übel schmeckendes Gebräu kaufen. Dass seine drei treuen Kumpanen Mike, Lefty und Giuseppe potentielle Kunden mit Gewalt zum Verkauf drängen, schadet seinem Ruf. Außerdem muss Remy jetzt Steuern zahlen, sodass das Geld knapp ist, als sein Kredit in Höhe von einer halben Million Dollar fällig ist. Er beschließt, seine Zukunftspläne in seiner Villa in Saratoga Springs zu überdenken, doch bevor er abreist, kommt seine Tochter Mary unerwartet mit Problemen mit ihrem Freund von der Schule zurück. Sie erzählt ihren Eltern, dass ihr Verlobter, der aus reicher Familie kommende Chance Whitelaw, bislang keinen Job finde. Remy ist insgeheim froh, dass die Romanze ins Wanken gerät, nachdem er erfährt, dass die Whitelaws seit Generationen im Polizeidienst tätig sind. Später fahren die Markos nach Saratoga Springs, begleitet von Remys drei Freunden und Donnie Reynolds, einem Waisenjungen aus einer von ihm unterstützten Wohltätigkeitseinrichtung.
Remy weiß nicht, dass fünf Gangster den Buchmacher Sad Sam auf der Rennbahn ausgeraubt haben und sich in Remys Haus verstecken. Kurz bevor Remys Gruppe eintrifft, tötet Innocence, einer der Räuber, die anderen vier und lässt ihre Leichen in einem der Schlafzimmer zurück. In der Villa abgekommen, beginnt Donnie, die Familie zu nerven. Er findet die Tasche der Räuber mit dem gestohlenen Geld, die er in einem Kronleuchter versteckt. Immer noch unentdeckt versucht Innocence, die Tasche zurückzuholen und zu fliehen, aber Donnie überlistet ihn wiederholt. Ebenso wehrlos gegen Donnie sind Remys drei Freunde, die, nachdem sie mit Remys Schuldscheinen bezahlt wurden, überrascht sind, dass Donnie der einzige unter ihnen mit Geld ist. Unterdessen taucht Chance in einer Polizeiuniform auf. Er ist der Polizei beigetreten, um Mary zu imponieren, und lädt sie zum Abendessen mit seiner Mutter ein. Nora träumt von einer wohlhabenden Zukunft für Mary und ermutigt sie, mitzugehen. Sie arrangiert, dass die Whitelaws mit Mary zum Haus zurückkehren.
Remy informiert Nora von dem Bankkredit. Da seine Freunde das Problem gerne im Gangsterstil lösen würden, bittet Nora Remy, anständig zu bleiben. Die Entdeckung der Leichen lenkt Remy vorübergehend von seinen Geldsorgen ab. Aus Angst, der Morde beschuldigt zu werden, lässt Remy die Leichen zu den Häusern verschiedener Leute bringen, die sie nicht mögen. Später erfahren Remys Freunde, dass für jeden der Banditen, ob tot oder lebendig, eine Belohnung ausgesetzt ist. Als sie eine Möglichkeit sehen, den Kredit zurückzuzahlen, holen sie die Leichen, haben aber keine Gelegenheit, Remy von der Belohnung zu erzählen, bevor Mary und die Whitelaws vom Abendessen zurückkehren. Die Markos bekommen spontanen Besuch von Remys Freunden, darunter Sad Sam, mehrere Bandmitglieder aus dem Nachtclub mit ihren Instrumenten, ein zwielichtiger Kommissar und Tänzerinnen. Remy arbeitet sich durch die entstandene Party, in der Hoffnung, jemanden zu finden, der ihm hilft, den Kredit zurückzuzahlen. Er hält die Bankangestellten Clyde Post und Cal Ritter hin, als sie auftauchen und die Rückzahlung verlangen. Trotz Noras Bemühungen, den Anstand zu wahren, erklärt die hochmütige Mrs. Whitelaw, entsetzt über die ausgelassene Party, dass die Verlobung geplatzt sei und versucht zu gehen, wird aber gegen ihren Willen zu einem wilden Tanz verleitet. Nora bringt sie schließlich nach oben, damit sie sich auszuruhen kann.
Donnie ist derweil immer noch auf der Flucht vor Innocence. Als der Junge einen Teil des gestohlenen Geldes auf den Boden wirft, denkt die Menge, Remy verteile teure Partygeschenke, mit Ausnahme von Sad Sam, der eines seiner Tickets mit dem Geld nach unten schweben sieht und zu dem Schluss kommt, Remy habe ihn ausgeraubt. Remy bekommt unterdessen den Rest des Geldes von Donnie ausgehändigt und benutzt es, um Post und Ritter dazu zu bringen, eine Kreditverlängerung zu gewähren. Im Schlafzimmer findet Mrs. Whitelaw die Leichen, obwohl Remys Männer sie in ein anderes Versteck geschmuggelt haben, bevor die anderen sie sehen. Da niemand sonst die Leichen sieht, glaubt man ihr nicht und sie wird erneut aufgefordert, sich auszuruhen. Unterdessen versucht Chance auf Sad Sams Drängen hin, Remy wegen des Raubes festzunehmen, wird jedoch durch einen Schrei von Mrs. Whitelaw unterbrochen, die die Leichen erneut entdeckt hat, diesmal in einem Schrank hängend. Nora denkt schnell nach, ruft aus, dass Mrs. Whitelaw von Einbrechern, die ihr Geld gestohlen haben, belästigt wird, und schickt Remy und Chance nach oben, um die Eindringlinge zu erschießen. Chance schießt auf den Schrank, verfehlt ihn jedoch. Dafür trifft er versehentlich Innocence, der mit dem Geld, das er schließlich zurückerhält, aus dem Fenster flüchtet. Remy überzeugt Chance und andere Polizisten, die zum Tatort gerufen werden, dass Chance die Räuber heldenhaft getötet hat. Als Ergebnis erhält Chance eine Belohnung und eine Beförderung, und Mary und Chance planen ihre Hochzeit. Nachdem sie überzeugt wurde, ihre Steifheit zu überwinden, willigt Mrs. Whitelaw ein, Remy geschäftlich zu unterstützen. Die Markos beschließen, Donnie zu adoptieren, und es scheint, dass Remy ein seriöser Geschäftsmann werden wird.

## Hintergrund
Das Theaterstück A Slight Case of Murder von Damon Runyon und Howard Lindsay war bei seiner Premiere 1935 ein Erfolg am Broadway gewesen. Es behandelte damals aktuelle Themen wie das Ende der Prohibition im Dezember 1933 sowie die Great Depression. Die erste Verfilmung Vier Leichen auf Abwegen (Originaltitel A Slight Case of Murder) von 1938 unter Regie von Lloyd Bacon zeigte Edward G. Robinson als Remy Marco und Jane Bryan als Mary Marco.
Gedreht wurde der Film vom 4. Januar bis Ende Februar 1951 auf der Iverson Movie Ranch in Chatsworth sowie in den MGM-Studios in Universal City.
Während der Produktion kam es in den Warner-Studios zu einem Großbrand. Nach Presseberichten vom Juli 1952 wurden die Dreharbeiten nicht unterbrochen.
Gordon Bau, der Leiter der Make-up-Abteilung, entwickelte eine neue Art von Gesichts-Make-up namens „Liquid Lightning“ und testete es während der Dreharbeiten zur Party-Szene.
George James Hopkins war für das Szenenbild zuständig, Howard Shoup für die Kostüme.
Für Eddie Acuff war es die letzte Filmrolle.

## Musik
Folgende Songs wurden im Film gespielt:
- You're My Ever-Loving und Stop, You're Killing Me von Bob Hilliard und Carl Sigman
- Baby Face von Benny Davis und Harry Akst
- Someone Like You von Robert B. Smith und Victor Herbert

Norman Luboff arrangierte die Texte, LeRoy Prinz choreografierte die Tanzeinlagen.

## Synchronisation
Die deutsche Synchronfassung entstand 1959.
| Rolle                | Schauspieler       | Deutscher Synchronsprecher |
| -------------------- | ------------------ | -------------------------- |
| Remy Marko           | Broderick Crawford | Fritz Tillmann             |
| Nora Marko           | Claire Trevor      | Agi Prandhoff              |
| Mary Marko           | Virginia Gibson    | Margot Leonard             |
| Chance Whitelaw      | Billy Hayes        | Michael Chevalier          |
| Mike                 | Charles Cantor     | Hans Wiegner               |
| Lefty                | Sheldon Leonard    | Gerd Duwner                |
| Staatsanwalt Mahoney | Howard St. John    | Curt Ackermann             |
| Innocence            | Henry Morgan       | Gerd Martienzen            |
| Harriet Whitelaw     | Margaret Dumont    | Tina Eilers                |
| Cal Ritter           | Stephen Chase      | Heinz Petruo               |
| Clyde Post           | Don Beddoe         | Erich Fiedler              |
| Donnie Reynolds      | Louis Lettieri     | Hansi Jochmann             |
| Polizei-Captain      | Larry J. Blake     | Friedrich Schoenfelder     |
| Warze                | Mushy Callahan     | Horst Niendorf             |
| Sad Sam              | Ned Glass          | Arnold Marquis             |
| Krankenschwester     | Phyllis Kirk       | Marion Degler              |
| Polizist             | Ralph Sanford      | Konrad Wagner              |
| Giuseppe             | Joseph Vitale      | Heinz Giese                |

Der Radiosprecher, in der Originalfassung Merv Griffin, wird in der deutschen Fassung von Jochen Schröder gesprochen.

Anmerkung: Die kursiv geschriebenen Namen sind Rollen und Darsteller, die nicht im Abspann erwähnt wurden.

## Veröffentlichung
Die Premiere des Films fand am 10. Dezember 1952 in New York statt. In der Bundesrepublik Deutschland kam er am 8. Februar 1960 in die Kinos.

## Kritiken
Bosley Crowther von der The New York Times zeigte sich enttäuscht. Während die Bühnenversion ein schönes Stück possenhafter Satire war, das mit einem schelmischen, trockenen Humor vorgetragen wurde, sei die Verfilmung eine Mischung aus Technicolor-Musical und breit gefächerter Burleske, zusammengewürfelt mit wenig Inspiration unter der stampfenden Regie von Roy Del Ruth. In der vorherigen Verfilmung habe Edward G. Robinson den Remy Marko mit kühler Sicherheit gespielt, heute spiele Broderick Crawford in prallem, stürmischem Schweiß. Den größten Schaden richte jedoch die Änderung der lustigsten Figur des Originals an. Aus dem zähen und schlauen Waisenkind des Originals, ein echter Knaller, wurde ein kleiner Bengel namens Dannie, und die meisten seiner Streiche werden mit einer Wasserpistole angerichtet. Ein Jugendlicher namens Louis Lettieri bringe in der Rolle kaum ein leises „Puff“ hervor.
Ähnlich urteilte der Kritiker des TV Guide, der eine minderwertige Adaption des Bühnenstücks sah, in der die Satire des Originals zu einer reinen Farce verkomme.
Das Lexikon des internationalen Films schrieb: „Eine grobe Gaunerkomödie mit viel Klamauk und einigen Längen.“